# Liste des maires d'Ajaccio
Cet article dresse la liste des maires d'Ajaccio par ordre de mandat.

## Liste des maires
La cité impériale resta (avec quelques interruptions) un bastion électoral bonapartiste (CCB) jusqu'aux élections municipales de 2001. La municipalité sortante fut alors battue par une coalition de gauche dirigée par Simon Renucci, rassemblant sociaux-démocrates, communistes ainsi que Charles Bonaparte, prétendant au trône impérial. La droite retrouve le pouvoir avec la victoire de Laurent Marcangeli aux élections municipales de 2014.
| Période           | Période                     | Identité                          | Étiquette                                   | Qualité                                                               |
| ----------------- | --------------------------- | --------------------------------- | ------------------------------------------- | --------------------------------------------------------------------- |
| 19 mars 1790      | 1er mai 1791                | Jean-Jérome Levie                 |                                             |                                                                       |
| 1er mai 1791      | 1796                        | Vincente Guitera                  |                                             |                                                                       |
| 1796              | 13 août 1798                | Lodovico Ornano                   |                                             |                                                                       |
| 19 juin 1798      | 6 juillet 1798              | Thomas Tavera                     |                                             |                                                                       |
| 6 juillet 1798    | 13 août 1798                | Antoine Tagliafico                |                                             |                                                                       |
| 13 août 1798      | 6 octobre 1799              | François-Marie Levie              |                                             |                                                                       |
| 6 octobre 1799    | 4 avril 1800                | J.B. Pozzo di Borgo               |                                             |                                                                       |
| 4 avril 1800      | 22 juillet 1801             | Jean-Jérome Levie                 |                                             |                                                                       |
| 22 juillet 1801   | 2 mars 1805                 | Pierre Stephanopoli               |                                             |                                                                       |
| 2 mars 1805       | 25 septembre 1816           | François Levie                    |                                             |                                                                       |
| 25 septembre 1816 | 16 avril 1817               | Georges Stephanopoli              |                                             |                                                                       |
| 16 avril 1817     | 15 septembre 1819           | Adorno de Baciocchi               |                                             |                                                                       |
| 15 septembre 1819 | 25 décembre 1822            | J.B. Colonna de Bozzi             |                                             |                                                                       |
| 25 décembre 1822  | 9 mars 1826                 | J.B. Spoturno                     |                                             |                                                                       |
| 9 mars 1826       | 7 février 1832              | Constantin Stephanopoli           |                                             |                                                                       |
| 7 février 1832    | 14 novembre 1837            | Ascagne Cunéo d'Ornano            |                                             |                                                                       |
| 14 novembre 1837  | 10 mai 1848                 | Paul François Peraldi             |                                             |                                                                       |
| 10 mai 1848       | 17 mai 1848                 | Bernardin Poli                    |                                             |                                                                       |
| 17 mai 1848       | 2 juillet 1855              | Laurent Zevaco                    |                                             |                                                                       |
| 2 juillet 1855    | 12 septembre 1860           | Antoine de Cosmi                  |                                             |                                                                       |
| 12 septembre 1860 | 24 juillet 1867             | François-Xavier Braccini          |                                             |                                                                       |
| 24 juillet 1867   | 17 février 1870             | Louis Nyer                        | Bonapartiste                                |                                                                       |
| 17 février 1870   | 10 septembre 1870           | Joseph Fil                        | Bonapartiste                                |                                                                       |
| 10 septembre 1870 | 25 mai 1871                 | Nicolas Péraldi                   | Républicain                                 |                                                                       |
| 25 mai 1871       | 11 novembre 1871            | Joseph Fil                        | Bonapartiste                                |                                                                       |
| 11 novembre 1871  | 29 octobre 1873             | Nicolas Péraldi                   | Républicain                                 |                                                                       |
| 29 octobre 1873   | 28 mars 1876                | François-Xavier Forcioli Conti    | Bonapartiste                                |                                                                       |
| 28 mars 1876      | 5 septembre 1877            | Nicolas Péraldi                   | Républicain                                 |                                                                       |
| 5 septembre 1877  | 23 décembre 1877            | Joseph Fil                        | Bonapartiste                                |                                                                       |
| 23 décembre 1877  | 21 mai 1884                 | Nicolas Péraldi                   | Républicain                                 |                                                                       |
| 21 mai 1884       | 11 mai 1893                 | Joseph Pugliesi                   | Bonapartiste                                |                                                                       |
| 11 mai 1893       | 10 mai 1896                 | Pierre Petreto                    | Bonapartiste                                |                                                                       |
| 10 mai 1896       | mai 1900                    | Joseph Pugliesi                   | Bonapartiste                                |                                                                       |
| mai 1900          | mai 1904                    | Pierre Bodoy                      | Bonapartiste                                |                                                                       |
| mai 1904          | mai 1919                    | Dominique Pugliesi-Conti          | CCB                                         |                                                                       |
| mai 1919          | mai 1925                    | Jérôme Peri                       | Radical                                     |                                                                       |
| mai 1925          | mai 1931                    | Dominique Paoli                   | CCB                                         |                                                                       |
| mai 1931          | août 1934                   | François Coty                     | CCB                                         |                                                                       |
| août 1934         | 11 mai 1935                 | Hyacinthe Campiglia               | CCB                                         |                                                                       |
| 11 mai 1935       | 10 septembre 1943           | Dominique Paoli                   | CCB                                         |                                                                       |
| 10 septembre 1943 | 17 mai 1945                 | Eugène Macchini                   | CCB                                         |                                                                       |
| 17 mai 1945       | 26 octobre 1947             | Arthur Giovoni                    | PCF                                         |                                                                       |
| 26 octobre 1947   | 7 janvier 1949              | Nicéphore Stephanopoli de Commene | CCB                                         |                                                                       |
| 7 janvier 1949    | mai 1953                    | Antoine Sérafini                  | CCB                                         |                                                                       |
| mai 1953          | mars 1959                   | François Maglioli                 | CCB                                         |                                                                       |
| mars 1959         | 17 avril 1964               | Antoine Sérafini                  | CCB                                         |                                                                       |
| 17 avril 1964     | 9 septembre 1975            | Pascal Rossini                    | CCB                                         |                                                                       |
| 16 novembre 1975  | 19 février 1994             | Charles Ornano                    | CCB                                         | Licencié en droit                                                     |
| 5 mars 1994       | mai 2001                    | Marc Marcangeli                   | CCB                                         | Médecin Conseiller général d'Ajaccio-1 Député (1994-1995)             |
| mai 2001          | 4 avril 2014                | Simon Renucci                     | CSD                                         | Médecin Conseiller général d'Ajaccio-3 (1998-2001) Député (2002-2012) |
| 4 avril 2014      | 27 octobre 2014 (démission) | Laurent Marcangeli                | UMP, CCB                                    | Conseiller général d'Ajaccio-1 (2011-2014) Député                     |
| 8 février 2015    | 9 juillet 2022              | Laurent Marcangeli                | UMP puis LR puis DVD et enfin Horizons, CCB | Député (2012-2017, 2022-2024)                                         |
| 9 juillet 2022    | en cours                    | Stéphane Sbraggia                 | Horizons, A!                                | Premier adjoint de Laurent Marcangeli (2014, 2015-2022)               |